# Тхавынгский язык
Тхавынг или ахеу — подгруппа вьетских языков, на языках которой говорят люди народности пхонсунг (Phon Soung), живущие в Лаосе и Таиланде. Этимология названия «тхавынг» ([thavɨːŋ]) неизвестна.

## Классификация и лингвогеография
В Таиланде живёт 450 носителей, в Лаосе около 250, к народности пхонсоунг относится 1500 человек. Язык развивался в изоляции от соседних лаосского, пхутайского и тай-ньо. В тхавынгских языках имеется аналогичное порским языкам противопоставление чистой фонации и придыхательной фонации с глоттализованными терминалями.

### Социолингвистические сведения
Нестабильный статус языка усугубился из-за низкого социального статуса народа, официальных санкций за его использование в школах, а также из-за трудовой миграции в более развитые регионы, где тхавынгские языки не используются.

## Лингвистическая характеристика

### Фонетика и фонология

#### Гласные
В тхавынгских 10 простых гласных и два дифтонга ([ia] и [ua]):
|                | Передние | Средние | Задние |
| -------------- | -------- | ------- | ------ |
| Верхние        | [i]      | [ɨ]     | [u]    |
| Средне-верхние | [e]      | [ɘ]     | [o]    |
| Средне-нижние  | [ɛ]      | [ɜ̆]     | [ɔ]    |

Долгота гласных носителями отражается нестабильно, известно крайне мало примеров, где долгота гласного была бы смыслоразличительной, например [ʔɔŋ] «отец» и [ʔɔːŋ] «оса»; [ca̤w] «мы» и [caːw] «приготовленный рис».

#### Согласные
В тхавынгских 20 согласных, все они могут быть начальными в слоге, но лишь 12 могут быть конечными, в таблице ниже они отмечены полужирным.
|                           | Губно-губные | альвеолярные  | Нёбные     | Велярные | Глоттальные |
| ------------------------- | ------------ | ------------- | ---------- | -------- | ----------- |
| Взрывные непридыхательные | [p], [b]     | [t], [d]      | [c] ([tɕ]) | [k]      | [ʔ]         |
| Взрывные придыхательные   | [ph]         | [th]          |            | [kh]     |             |
| фрикативные               | [v], ([f])   | [s] [[s], [ʃ] |            |          | [h]         |
| Носовые                   | [m]          | [n]           | [ɲ]        | [ŋ]      |             |
| Боковые                   |              | [l]           |            |          |             |
| Аппроксиманты             | ([w])        |               | [j]        |          |             |

В лаосской разновидности тхавынгского в финалях происходят некоторые изменения:
-[n] → [l]
[mṵːn] → [muːl] «ломать на мелкие кусочки»
[kaha̰ːn] → [kahaːl] «тигр»
-[n] → [ɲ] или [n]
[kuːn] → [kuːɲ] «мужчина»
(katun) [buːn] → [buːɲ] или [buːn] «пепел»
-[ŋ] → [ɲ] или [ŋ]
[piŋ] → [piɲ] или [piŋ] «стрелять»
-[t] → [c] или [t]
[lo̰t] → [lo̰c] «пенис»
[khala̰ːt] → [khalaːc] или [khalaːt] «скрести»
В тайско-лаосских заимствованиях пожилые носители вместо [f] произносят [ph], так как в фонетике тхавынгского этого звука не было; молодые же носители произносят [f]:
- [fàːk] → [fàːk] или [ʔafàːk] «просить взять нечто для кого-то».

Аналогично, в речи молодых происходят следующие изменения: [s] → [th], [s] → [t] → [c], [s] → [kh], [s] → [k], [s] → [j], [kh] → [ka], [th] → [kh], [t] → [k], [p] → [t].

### Фонотактика
Тхавынгские гласные могут иметь одну из трёх фонаций: простую, чистую (a); скрипучую (a̰); придыхательную (a̤).
Имеется три тона: повышающийся, падающий и средний.

### Структура слога
Слово может состоять из 1—3 слогов, чаще всего слова двусложные; ударение на последнем слоге. Ударный слог может быть и открытым, и закрытым, а идущий перед ним почти всегда открытый. Также гласный в предударном (или минорном) слоге всегда редуцированный. Сам минорный слог периодически исчезает, даже в речи одного и того же носителя:
- [ʔapɛ̰n] → [pɛ̰n] «летать»;
- [phalɔ̰ŋ] → [lɔ̰ŋ] «забывать».

Структура слога:
- обязательный начальный согласный;
- обязательный гласный;
- факультативный конечный согласный;
- факультативная супрасегментальная фонема.

Инициали [k] и [kh] часто выпадают или превращаются в гортанную смычку.